# 보안관 삼총사
보안관 삼총사는 그린그라스 프로덕션이 제작한 TV 애니메이션 시리즈이다. 1992년 9월 12일부터 1993년 12월 4일까지 ABC에서 총 26화로 방영되었다.
대한민국에서는 1995년에 KBS에서 방영되었다.

## 등장인물
- 무 몬타나
- 다코타 두디
- 코울로라도 키드